# Takashi Kuwahara
Takashi Kuwahara (født 5. maj 1948) er en tidligere japansk fodboldspiller og træner.
Han har spillet for flere forskellige klubber i sin karriere, herunder Furukawa Electric.
Han har tidligere trænet Júbilo Iwata og Yokohama F. Marinos.